# Chapelle Bricout
La chapelle Bricout  est une chapelle funéraire située à Estourmel, en France.

## Description
Cette chapelle se trouve dans le  cimetière d'Estourmel, devant l'église Saint-Vulgan. De par son architecture, on peut l'identifier comme une réplique miniature de la Sainte-Chapelle de Paris.

## Localisation
La chapelle est située dans la commune d'Estourmel, dans le département du Nord.

## Historique
Cette chapelle a été construite par Henri André de Baralle, à la demande de Madame Léocadie Bricout, en 1850.
Le monument est inscrit au titre des monuments historiques en 1990.

## Galerie

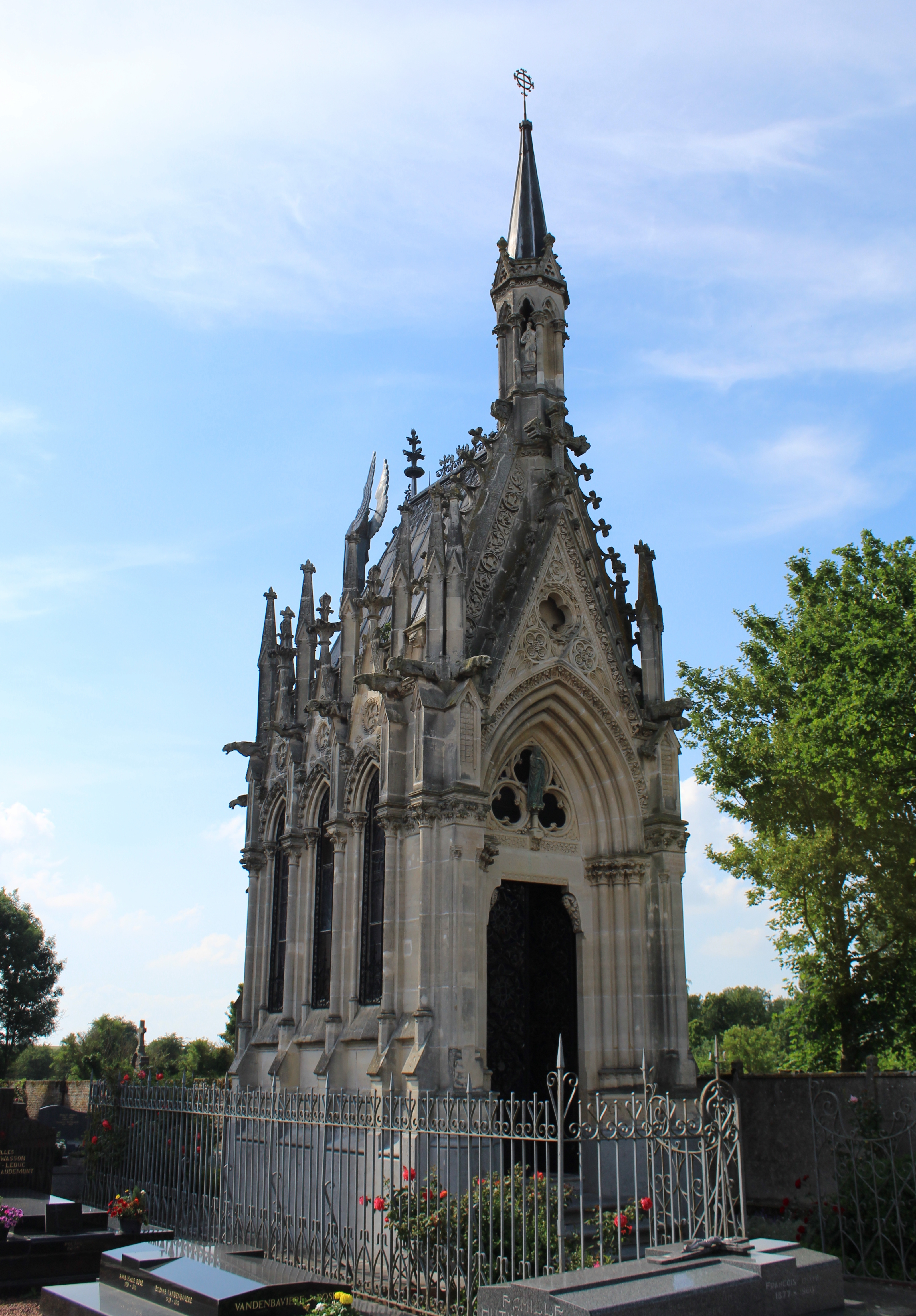
Vue de la chapelle.
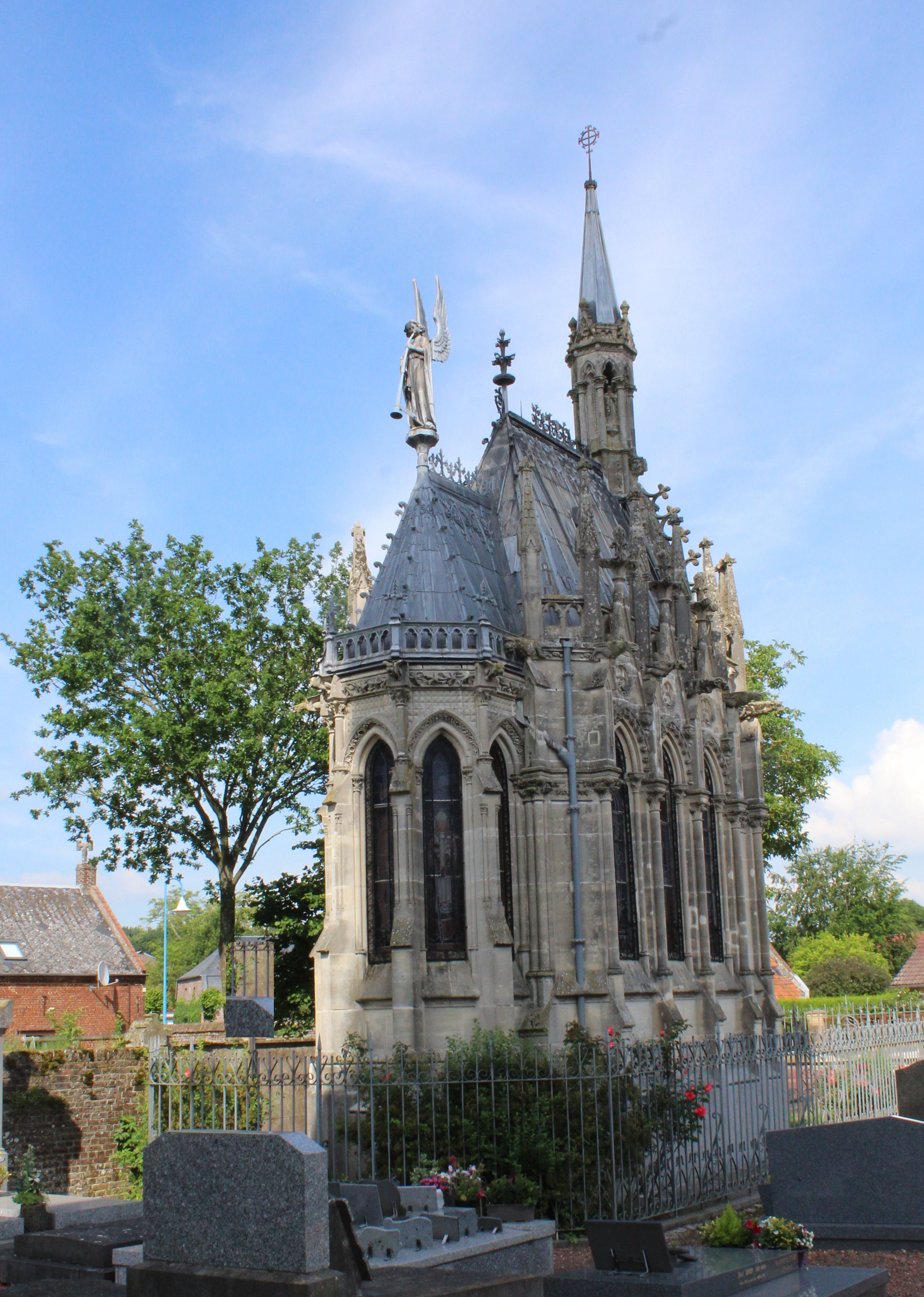
Vue arrière de la chapelle.
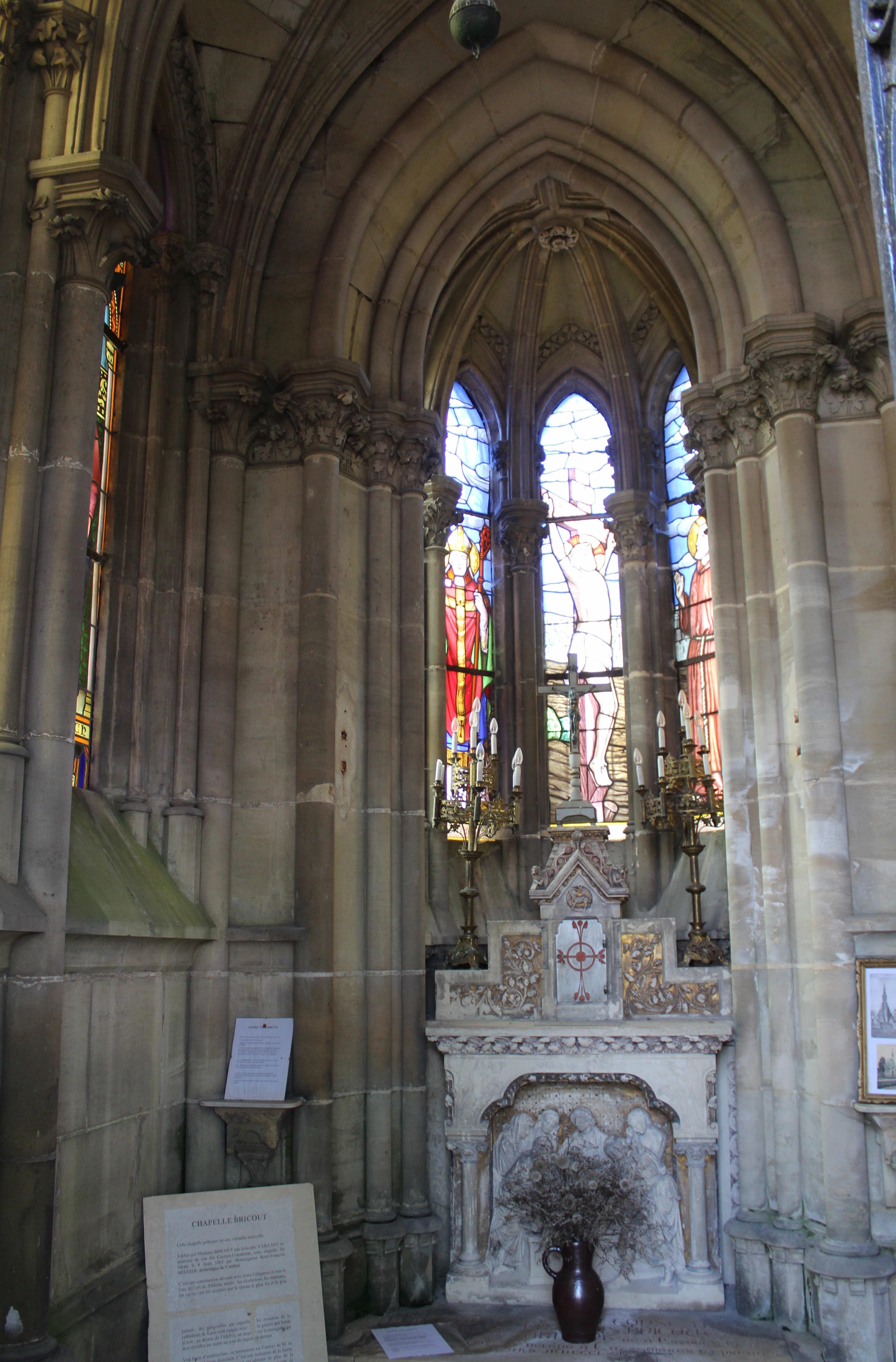
Intérieur de la chapelle.
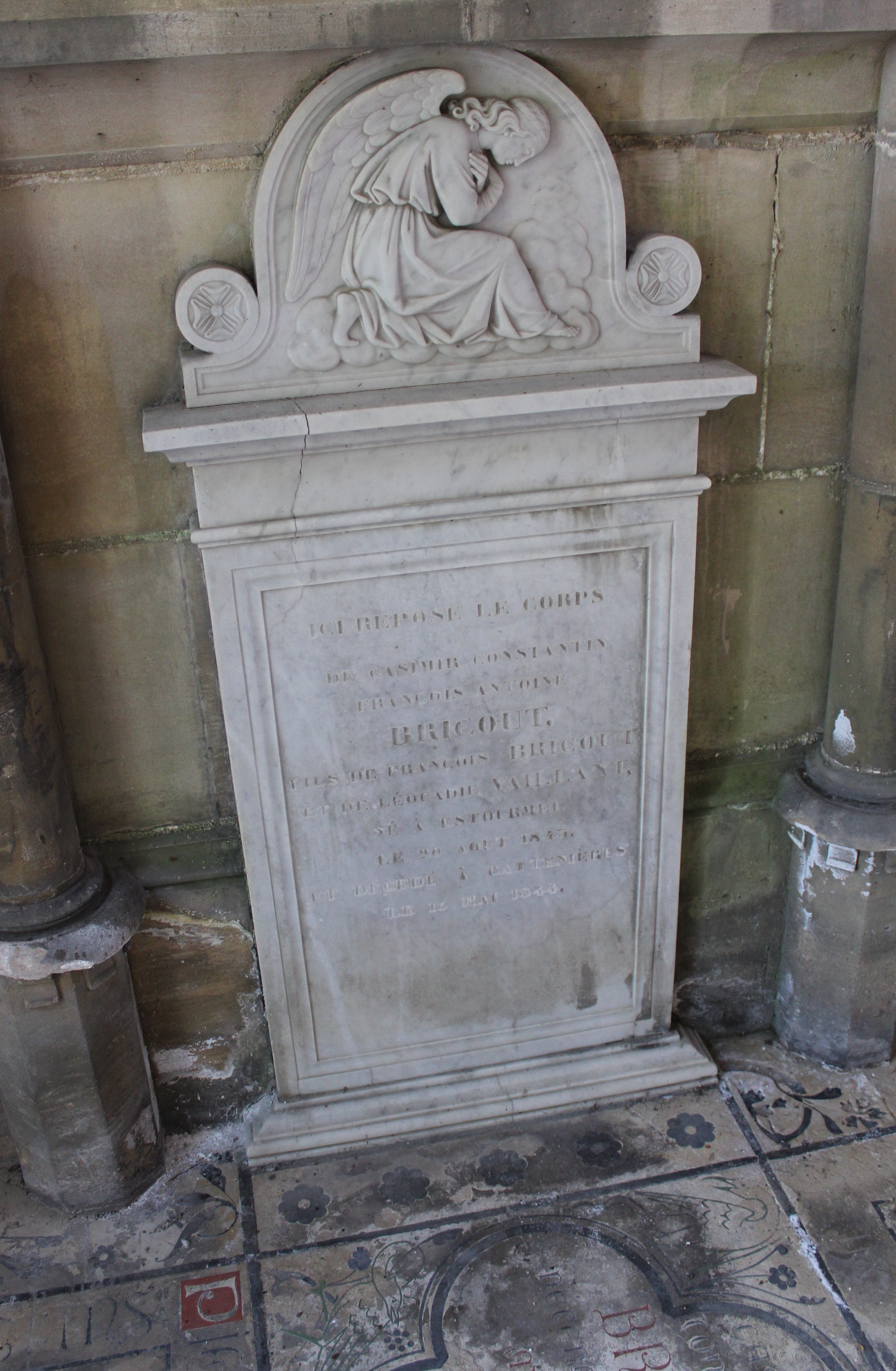
Pierre tombale de François Bricout.
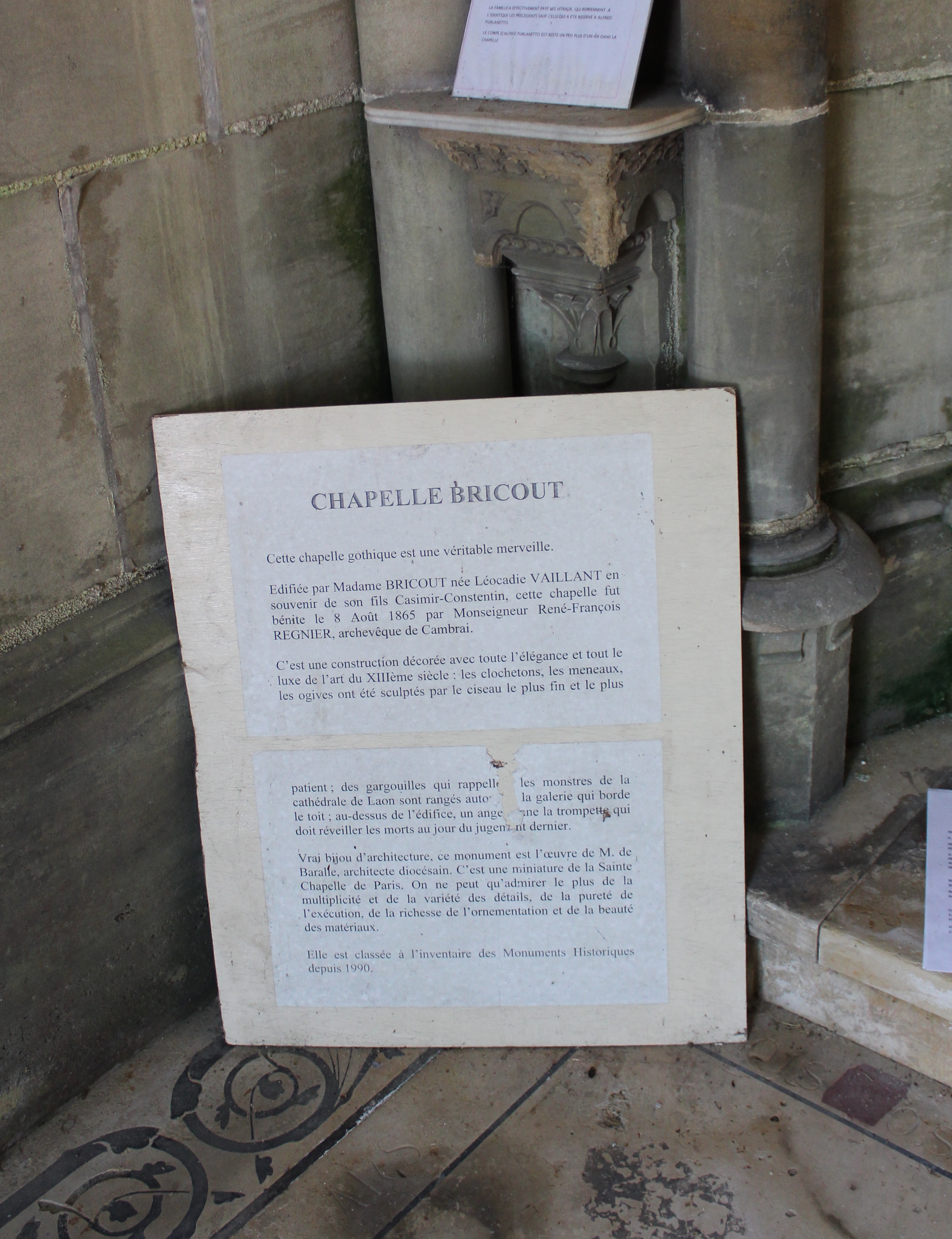
Panneau informatif